# Antroposofische architectuur

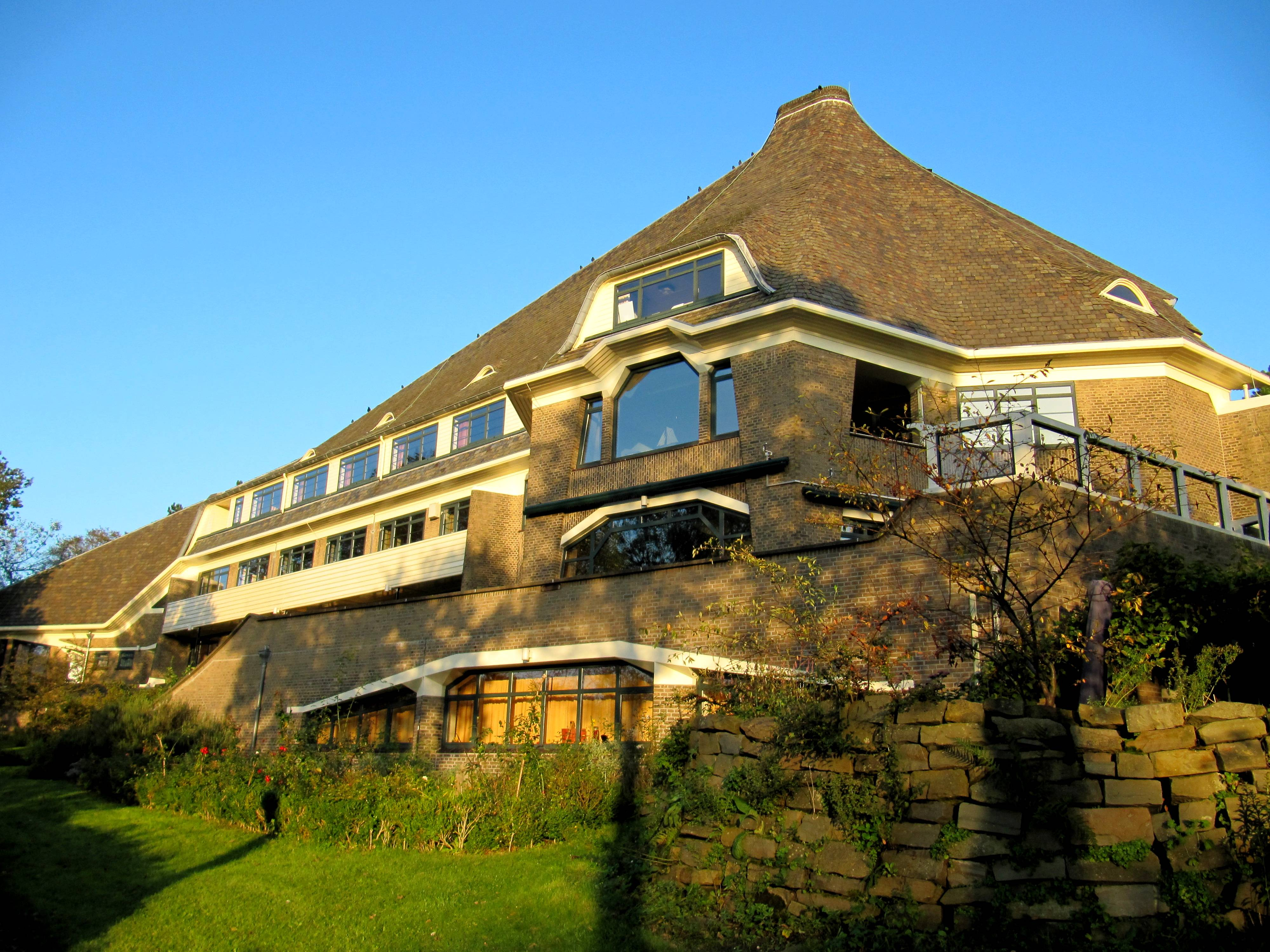
De Rudolf Steinerkliniek aan de Nieuwe Parklaan in Den Haag

Het voormalige ING Hoofdkantoor in Amsterdam, ontwerp van Ton Alberts.

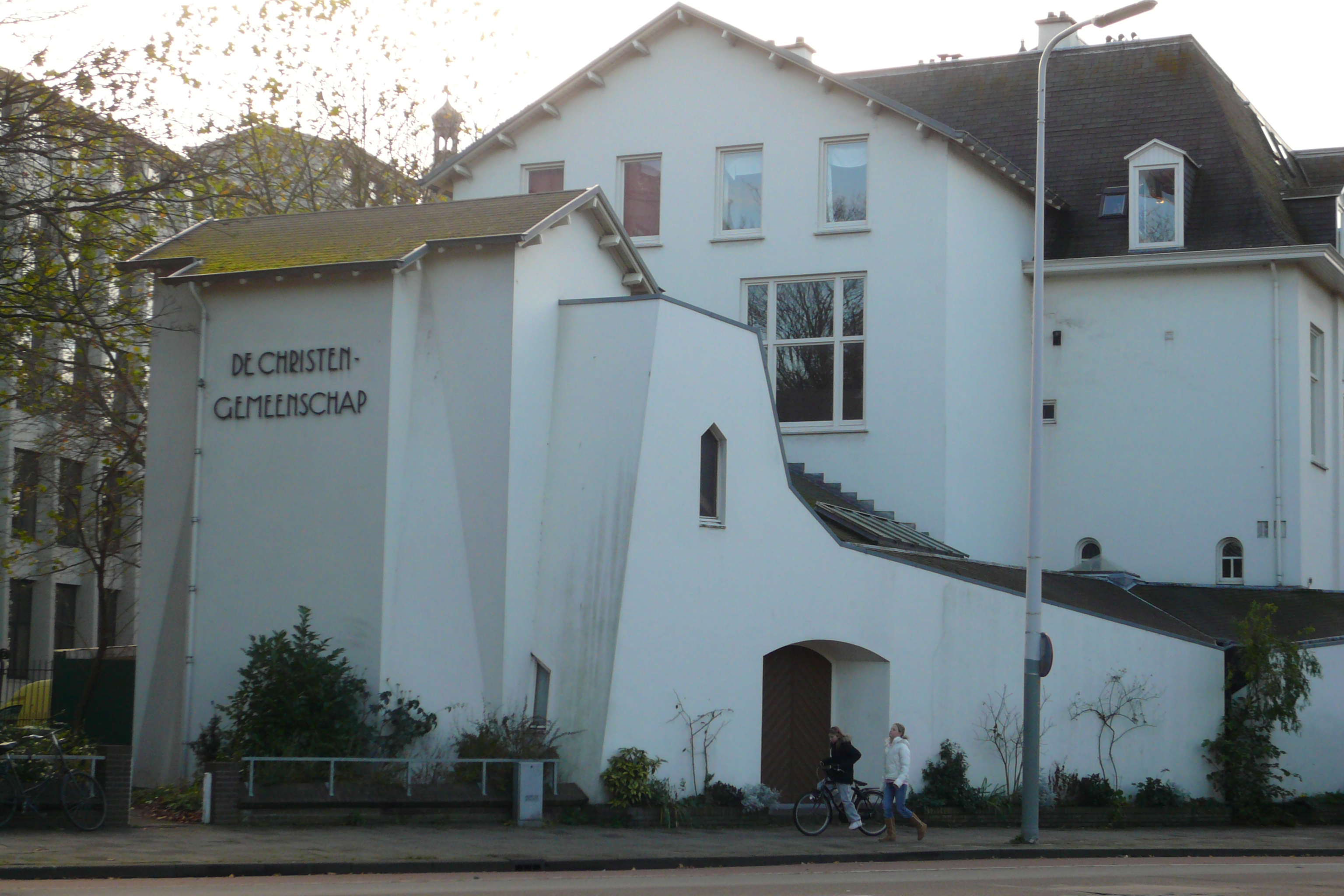
Christengemeenschap Den Haag

Antroposofische architectuur is een bouwstroming die ontstond in de jaren 1920 en die leunt op de denkbeelden uit de antroposofie en de architectuurstroming jugendstil. De stijl maakt ook deel uit van de organische architectuur.
De grondlegger van de antroposofie is de Zwitserse arts Rudolf Steiner die zijn gedachtegoed verspreidde over diverse disciplines: filosofie, levenswijze, pedagogie, landbouw, geneeskunde en architectuur, waarbij deze elementen met elkaar samenhangen en elkaar kunnen versterken. Zo is de architectuur beïnvloed door de filosofie. Daarbij kan ook de geneeskunde betrokken worden, zoals in het ontwerp van de Rudolf Steinerkliniek in Den Haag. Hierdoor zou dit gebouw op de genezing van de patiënten invloed hebben. Tevens zijn in deze stijl enkele andere gebouwen, zoals de villa Winje Wanje aan de Haagse Nieboerweg gerealiseerd.

## Kenmerken
Kenmerkend voor deze stroming zijn de plastische, aan de natuur ontleende vormgeving, gebruik van natuurlijke materialen, integratie met de omgeving, het gebruik van de Gulden Snede, het toepassen van de regenboogkleuren en het gebruik van de vijfhoek als bouwvorm. Opvallend is dat veel muren, maar ook raamopeningen, enigszins schuin staan. Bij het uitwerken van de ontwerpen, gebruiken sommige architecten maquettes van klei.

## Voorbeelden
Volgers van deze architectuurstroming in Nederland waren: Jan Buijs en Joan Lürsen. Frederik Herman Gerretsen en Chris Wegerif hebben de principes van Steiner slechts ten dele overgenomen; zij gaven verder hun eigen invulling aan de ontwerpen.
In de latere organische architectuur, waarbij de architectuur zich laat beïnvloeden door de mens en de natuur, vond in de jaren 80 een herleving van deze bouwstroming plaats. In Nederland vormden ontwerpen van Ton Alberts en van Max van Huut de aanzet. Anderen zijn: Henk Hupkes en Jens Peters met zijn ontwerp van de Vrije School aan de Van Abbenbroekweg in Den Haag. 
In het buitenland waren vertegenwoordigers van deze stroming onder anderen: Antoni Gaudi, Imre Makovecz, Gregory Burgess en Bart Prince.